# Síndrome de Sherwood

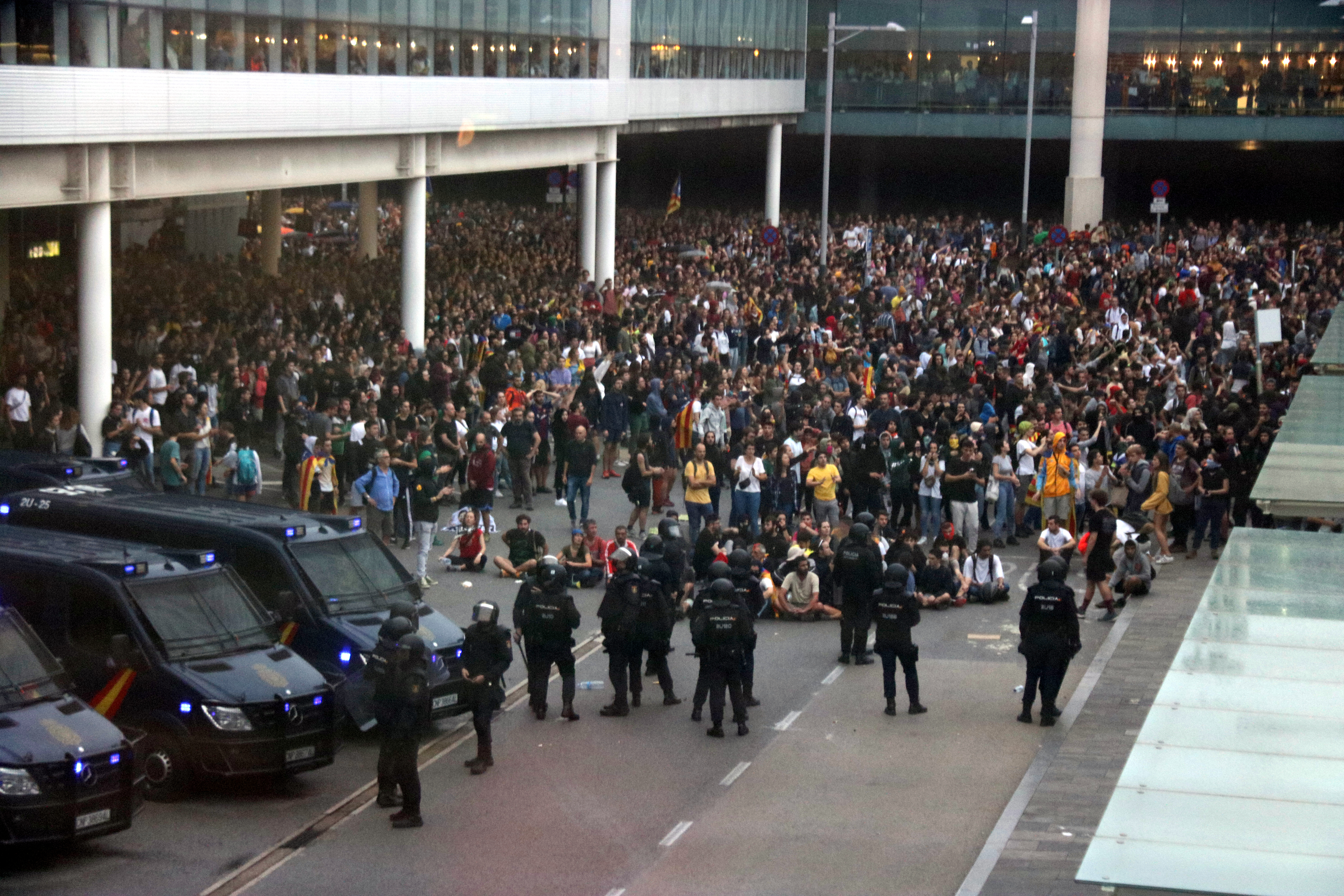
Manifestació a l'Aeroport de Barcelona durant les protestes contra la sentència del judici al procés independentista català.

La síndrome de Sherwood és un concepte d'estratègia policial creat per David Piqué (Barcelona, 1961 – 2016), qui el va desenvolupar en el seu treball final del Màster en Polítiques Públiques de Seguretat de la Universitat Oberta de Catalunya i de l'Institut de Seguretat Pública de Catalunya, el qual es va fer públic l'any 2012 quan era comissari general de coordinació territorial i número dos del cos dels Mossos d’Esquadra. El document descriu una sèrie de tàctiques policials a fi d'escalfar el clima social abans i durant una protesta ciutadana amb el propòsit d'aconseguir l'aprovació pública dels excessos policials posteriors.
El nom, donat pel mateix autor, s'explica com la metàfora amb la llegenda de Robin Hood i el problema que l'heroi i el seu grup eren els qui decidien qui era ric i mereixia ser robat.
L'estudi analitza el moviment okupa a Barcelona durant els anys 1990 i 2000, i més concretament al barri de Gràcia i les estratègies policials aplicables, segons una òptica bèl·lica i de combat, amb referències a tàctiques i teòrics militars clàssics.
El text va ser polèmic quan es va fer públic, ja que semblava anticipar respostes policials de dubtosa legalitat fetes pels mossos d'esquadra. Aquesta doctrina, batejada com a «model Miyamoto Musashi» al text, proposa permetre excessos i provocacions als assistents en una manifestació a fi de poder convertir la protesta o mobilització en més violenta. També proposa fer detencions poc justificades i batudes preventives abans de les protestes per a violentar l'estat d'ànim i aconseguir el que el text anomena «una batalla campal». El text també proposa que la policia no actuï en un primer moment per tal que «els danys produïts siguin socialment inacceptables» i que l'actuació policial es faci directament contra els manifestants sense donar temps a la fugida i es provoqui l'enfrontament físic. Així es provoquen, segons el text, «víctimes innocents» i s'aconsegueix que els manifestants que hagin defugit l'enfrontament acabin trobant-se agents que els dispersaran amb violència exagerada i detencions massives.
Per acabar, el treball final de màster fa una proposta per posar fi al moviment okupa al barri de Gràcia, que se centra en la creació d'una opinió pública desfavorable, un canvi normatiu on es criminalitzi l'okupació d'habitatges alhora que es potencia l'habitatge social i, finalment, actuacions policials concretes contra els qui defineix com a «irreductibles» i «líders» imputant-los delictes comuns.